# Ernest Archdeacon

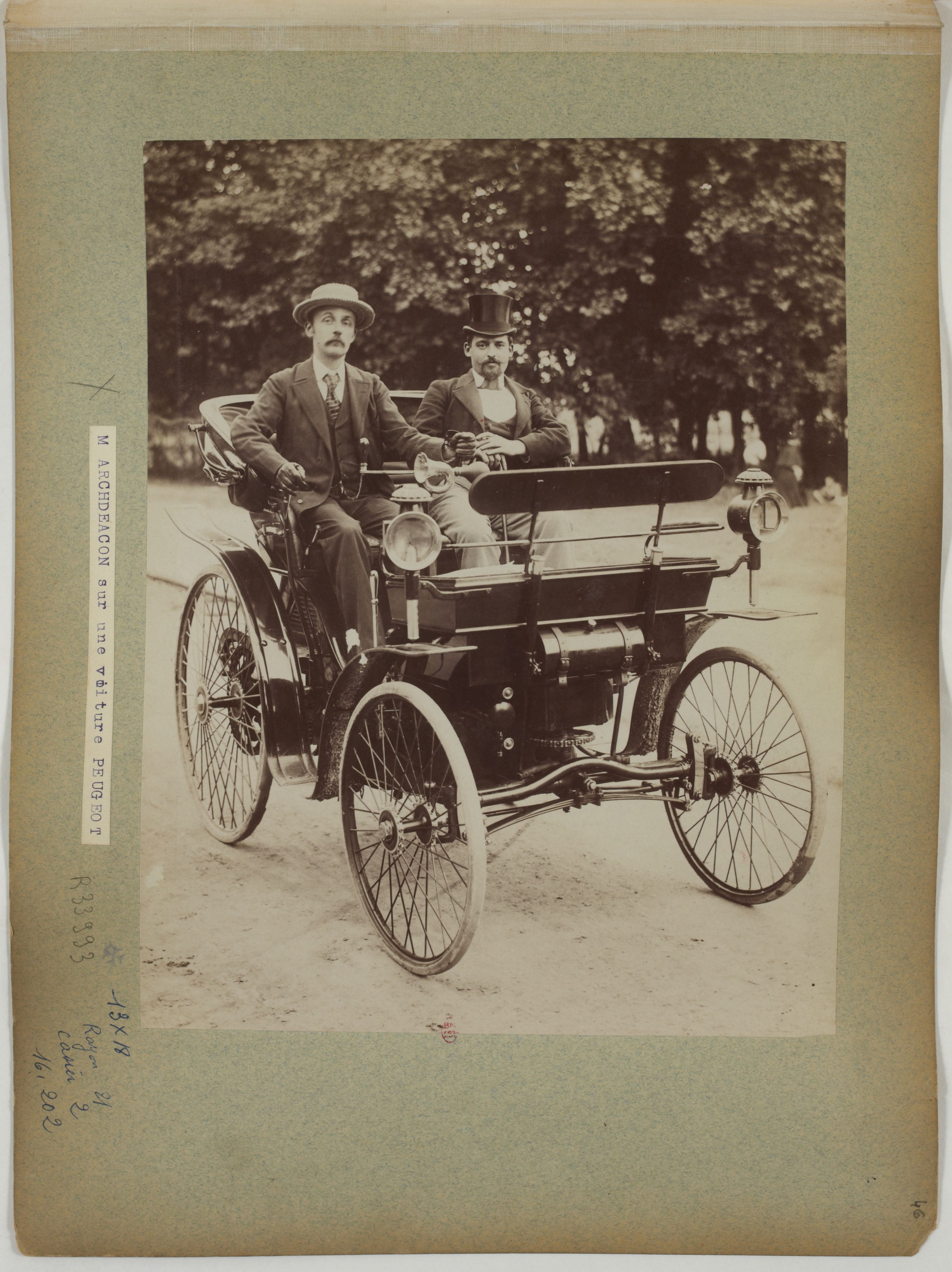
Ernest Archdeacon i en Peugeot Type 3, 1894

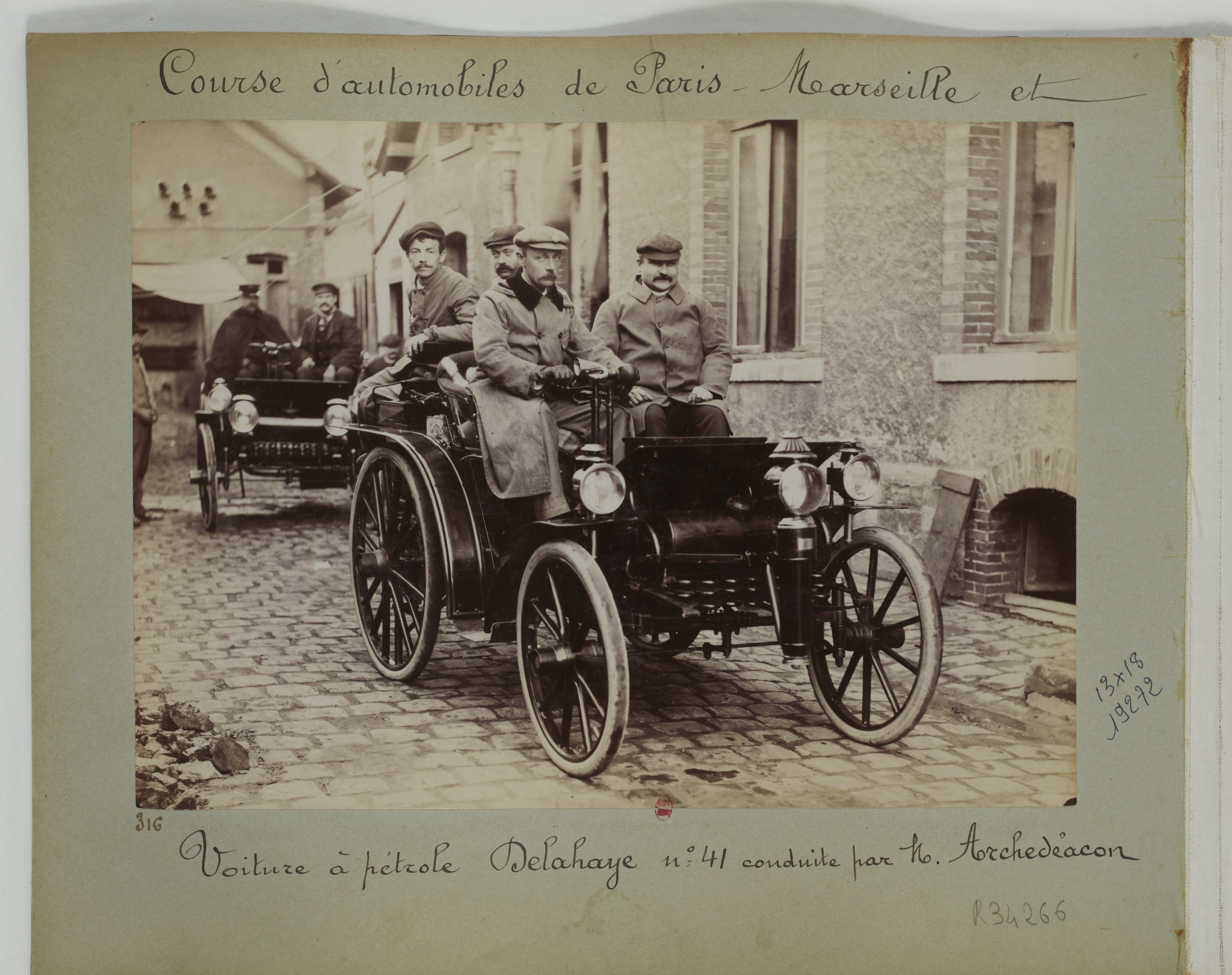
Ernest Archdeacon i en Delahaye i loppet Paris–Marseille–Paris, 1896

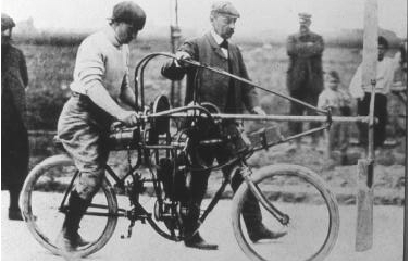
Ernest Archdeacons Aéro-Moto-Cyclette, 1906

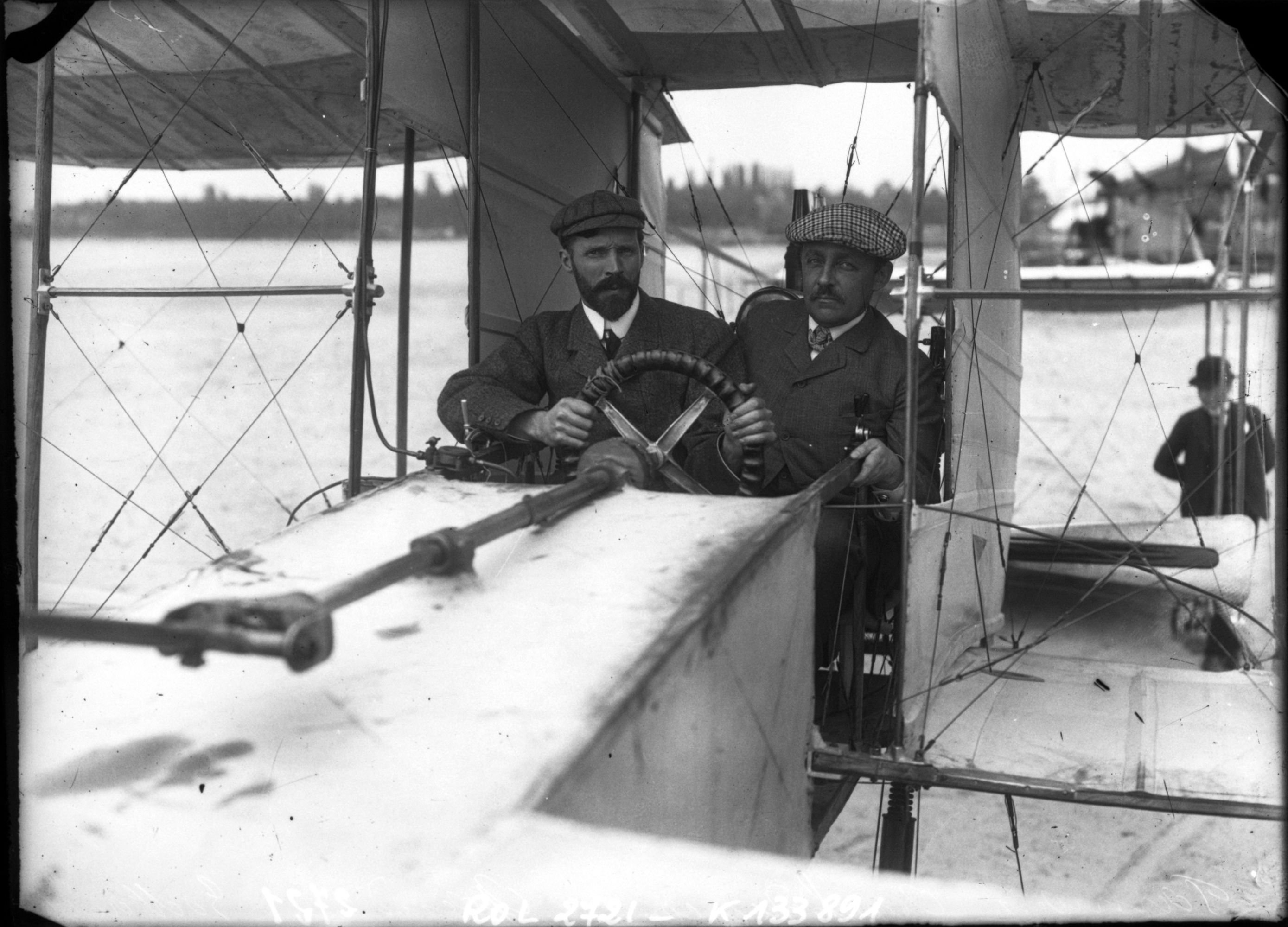
Ernest Archdeacon i Henri Farmans Voisin-biplan, 1908

Ernest Archdeacon, född 23 mars 1863 i Paris i Frankrike, död 3 januari 1950 i Versailles, var en fransk jurist och flygpionjär före första världskriget. 
Ernest Archdeacon växte upp i Paris och utbildade sig till jurist. Hans intresse för teknik ledde till att han också studerade ballongflygning och annan flygning. Han flög för första gången i en ballong vid 20 års ålder 1884. Archdeacon var också en aktiv utövare av motorsport. År 1894 kom han på 17:e plats i världens första bilracingtävling, då han körde sin Serpollet ångbil från Paris till Rouen, en distans på 127 kilometer, på 13 timmar. År 1896 kom han på femte plats i det årets Paris–Marseille–Paris-lopp med en Delahaye. Han körde den 1.710 kilometer långa sträckan på 75 timmar och 29 minuter. Av 32 startande kom 14 i mål.
Han ansågs som Frankrikes främsta främjare och bidragsgivare för flygning. Det mest bestående bidraget till flyget är Aéro-Club de France, världens äldsta flygklubb, för vilken han i oktober 1898 var medgrundare tillsammans med oljemagnaten Henri Deutsch de la Meurthe, markisen de Fonvielle, greven Henri de la Vaulx och greven Henri de la Valette.

## Glidflygplan
Han lät bland annat 1903 bygga en kopia av 1902 års version av Wright Glider hos Monsieur Dargent på en militär ballongverkstad, men han lyckades bara delvis med den. De första försöken med detta glidflygplan utfördes i april 1904 på sanddynerna i Merlimont, nära Berck-sur-Mer, med Gabriel Voisin och kapten Ferber som piloter.
I mars 1905 lät han Gabriel Voisin bygga ett andra glidflygplan. Det kollapsade dock i luften vid det första obemannade försöket, då det drogs av en bil på marken.
Ett tredje glidflygplan byggdes därefter av Voisin. Detta blev en introduktion i Europa av "Hargrave cell", baserad på Lawrence Hargraves låddrakar. Detta var ett biplan med tre säten med sidogardiner mellan vingarna, en svans med dubbla lådor och en forward elevator. Det var också försett med flottörer. Det testades lyckosamt på floden Seine vid Boulogne-Billancourt, genom att använda en båt för att bogsera det mellan broarna Saint-Cloud och Sèvres. Glidflygplanet steg till 18 meters höjd och flög omkring 610 meter, men skadades vid nästa försök. Det flög aldrig igen därefter, trots att några senare försök gjordes på Genèvesjön i september samma år.

## Tyngre-än-luft-flygplan
År 1903 annonserade Ernest Archdeacon och Aéro-Club de France ut Coupe d'Aviation Ernest Archdeacon, en silverbuckla för den första flygningen  en viss sträcka med tyngre-än-luft-flygplan. 25-meterspriset vanns av Alberto Santos-Dumont den 23 oktober 1906 vid Château de Bagatelle i Bois de Boulogne i Paris. Denne fortsatte med att också vinna 100-meterspriset den 12 november 1906.
I oktober 1904 utlyste Ernest Archdeacon och Henri Deutsch de la Meurthe ett pris på 50 000 francs för den första flygningen med tyngre-än-luft-flygplan runt en enkilometers sluten bana. Detta pris vanns av Henri Farman den 13 januari 1908 på  flygfältet i Issy-les-Moulineaux.

## Archdeacon Aéro-Moto-Cyclette Anzani
Ernest Archdeacon lät 1906 bygga en propellerdriven motorcykel, Aéro-Moto-Cyclette Anzani, vilken kom upp i en uppmätt hastighet på 79,5 kilometer per timme i Achères-la-Forêt. Denna motorcykelkonstruktion baserades på en Buchet-motorcykel och var utrustad med en 6 hk Anzani-motor som drev en propeller monterad på  1,5 meter lång stång av stål.

## Flygpassagerare
Ernest Archdeacon anses ofta som den första flygplanspassageraren i Europa, när han flögs av Henri Farman i Gent i Belgien den 29 maj 1908. Flygturen var 1.241 meter lång.